# Nicholas Mang Thang
Nicholas Mang Thang (* 18. Mai 1943 in Mindat) ist ein myanmarischer Geistlicher und emeritierter römisch-katholischer Erzbischof von Mandalay.

## Leben
Nicholas Mang Thang empfing am 28. März 1973 die Priesterweihe.
Papst Johannes Paul II. ernannte ihn am 21. Juni 1988 zum Weihbischof in Mandalay und Titularbischof von Flenucleta. Die Bischofsweihe spendete ihm der Erzbischof von Mandalay, Alphonse U Than Aung, am 15. Januar des nächsten Jahres; Mitkonsekratoren waren John Gabriel, Weihbischof in Bassein, und Gregory Taik Maung, Weihbischof in Prome.
Am 21. November 1992 wurde er zum ersten Bischof des mit gleichem Datum errichteten Bistums Hakha ernannt. Papst Benedikt XVI. ernannte ihn am 30. November 2011 zum Koadjutorerzbischof von Mandalay. Bis zur Ernennung seines Nachfolgers Lucius Hre Kung am 19. Oktober 2013 leitete er das Bistum Hakha als Apostolischer Administrator.
Mit dem altersbedingten Rücktritt Paul Zingtung Grawngs am 3. April 2014 folgte er diesem als Erzbischof von Mandalay nach.
Am 25. April 2019 nahm Papst Franziskus seinen altersbedingten Rücktritt an.